# Токийский дворец
Токийский дворец — здание, посвященное современному искусству, расположенное напротив площади Трокадеро, в 16-м округе Парижа. Восточное крыло здания принадлежит городу Парижу, в нём находится Музей современного искусства. Западное крыло принадлежит французскому государству, и с 2002 года здесь находится крупнейший музей во Франции, посвященный временным выставкам современного искусства — Palais de Tokyo / Site de création contemporaine.
Здание отделено от реки Сены авеню Нью-Йорк, которая раньше называлась набережной Дебийи, а позже (с 1918 по 1945 год) — авеню де Токио . Название здания происходит от названия этой улицы.

## История

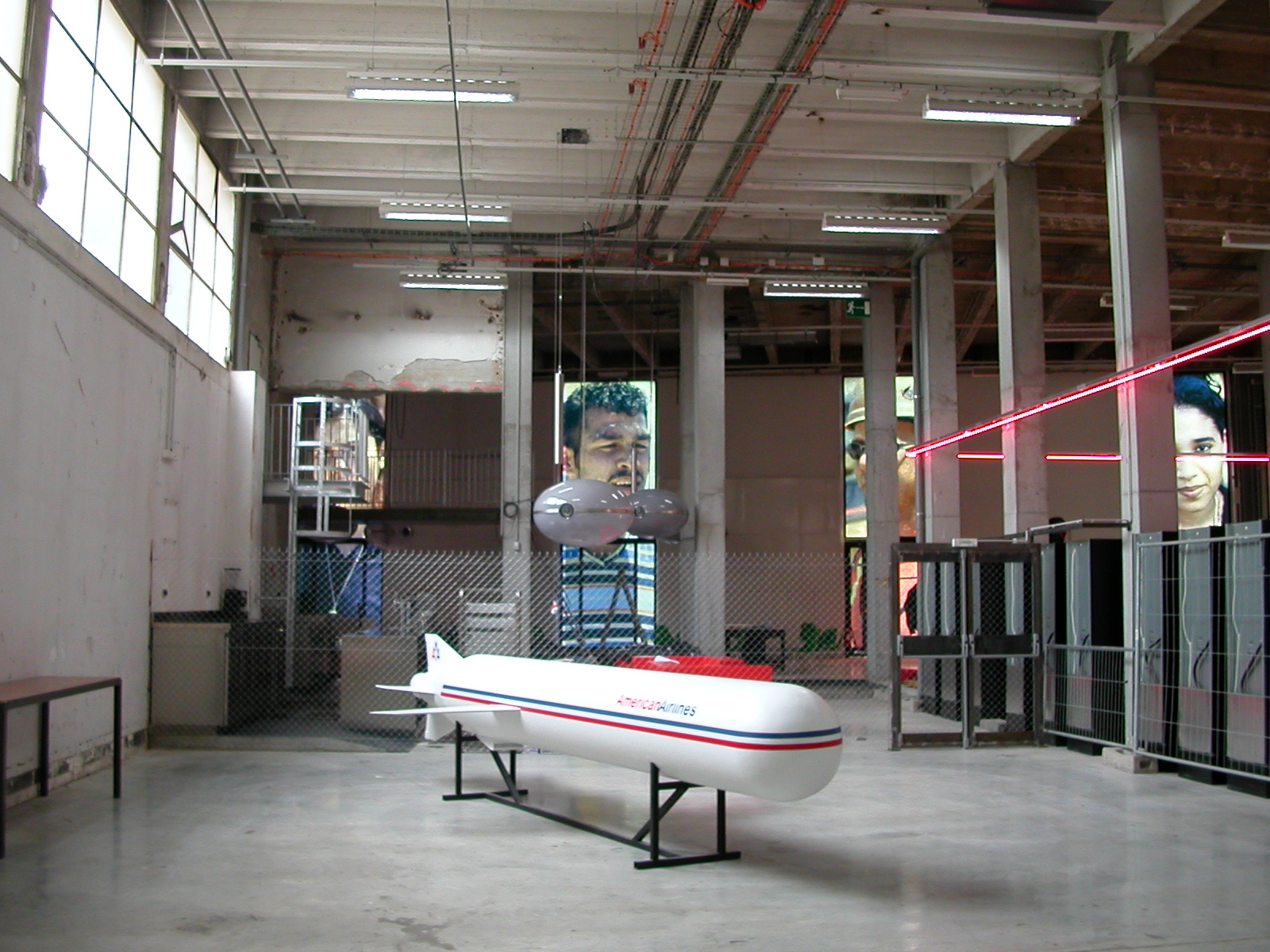
Выставка в Токийском дворце

Дворец открыт президентом Альбером Лебреном 24 мая 1937 года, во время Всемирной выставки искусства и технологий 1937 года. Первоначальное название здания — Palais des Musées d’art moderne («Дворец музеев современного искусства»). С тех пор в здании размещалось множество организаций, проектов и творческих пространств. Среди них Музей искусства и красоты (1977—1986), Ля Феми, Национальный центр фотографии, а в 1986 году — Дворец кино.
Нынешний центр современного искусства открылся для публики в марте 2002 года под новым названием «Site de création contemporaine» (Место современного творчества), и специализировался на развивающейся французской и международной арт-сцене. Здание было отремонтировано и расширено в 2012 году архитекторами Анн Лакатоном и Жан-Филиппом Вассалом, впоследствии получившими Притцкеровскую премию. Не имея постоянной коллекции, Токийский дворец считается «крупнейшим в Европе музеем современного искусства без коллекционирования».

## Руководство
В марте 2002 года в западном крыле Токийского дворца Николя Буррио и Жером Санс открыли «Site de création contemporaine». При ограниченном бюджете они создали известную организацию в мире искусства.
Марк-Оливье Валер руководил Токийским дворцом с 2006 по 2012 год. Под руководством Валера Токийский дворец стал одной из лучших площадок города, на которой молодые художники могут получить развитие.
Жан де Луази занимал пост президента Токийского дворца с 2012 по 2018 год. В 2019 году его преемницей была выбрана Эмма Лавинь; она стала первой женщиной, занявшей этот пост с момента его запуска.

## Павильон
Павильон был основан в 2001 году. Предназначен как студия и лаборатория для художников-резидентов и кураторов, приглашенных в проект и представляет собой экспериментальную программу, предназначенную для демонстрации юношеского творчества местных художников. С момента открытия здания руководителем программы была художница и режиссёр Анж Леччиа.

## «Palais /»
Музей также издает журнал «Palais /», который был создан в 2006 году Марком-Оливье Валером. Ежегодно выходит три выпуска (весной, летом и осенью). В журнале публикуются статьи, посвященные центральной художественной теме, выбранной для каждого выпуска. Выбранная тема является концептуальной и исследуется при помощи фотографии, различных художественных средств, эссе и часто экспериментальных медийных средств. Заявленная тема выпуска в целом совпадает с выставкой, одновременно представленной в музее.
В дополнение к журналу с 2007 по 2011 год также были изданы пять томов энциклопедии современного искусства «From Yodeling to Quantum Physics».